# Лешно (Пшасниський повіт)
Лешно (пол. Leszno) — село в Польщі, у гміні Пшасниш Пшасниського повіту Мазовецького воєводства.
Населення — 848 осіб (2011).
У 1975-1998 роках село належало до Остроленцького воєводства.

## Демографія
Демографічна структура станом на 31 березня 2011 року:
|          | Загалом | Допрацездатний вік | Працездатний вік | Постпрацездатний вік |
| -------- | ------- | ------------------ | ---------------- | -------------------- |
| Чоловіки | 420     | 113                | 267              | 40                   |
| Жінки    | 428     | 103                | 230              | 95                   |
| Разом    | 848     | 216                | 497              | 135                  |